# Camponotus festai
Camponotus festai (лат.) — вид муравьёв рода кампонотус (подрод Myrmentoma) из подсемейства формицины (Formicinae).

## Распространение
Ближний Восток: Израиль, Ливан, Сирия, Турция.

## Описание
Отличаются от близких видов длинными отстоящими волосками на скапусе и голенях ног, а также расходящимися лобными валиками и матовым телом. Рабочие муравьи коричнево-чёрные, имеют длину 6,9—13,4 мм, длина головы = 1,60—3,55 мм, ширина головы = 1,13—3,75 мм. Вид был впервые описан в 1848 году под первоначальным названием Formica dalmatica по материалам из Югославии.